# مسابقات فرمول یک فصل ۱۹۵۸
مسابقات فرمول یک فصل ۱۹۵۸ در سال ۱۹۵۸ میلادی برگزار شد. در این مسابقات مایک هاوزرن (به انگلیسی: Mike Hawthorn) از تیم اسکودریا فراری و با خودروی فراری به قهرمانی رسید وی که در آغاز مسابقه در خط ۴ قرار داشت، بهترین زمان خود را در دور ۵ به دست آورد و در مجموع صاحب ۴۲ امتیاز شد.